# Rosa calantha
Rosa calantha — вид рослин з родини розових (Rosaceae); поширений в Киргизстані.

## Опис
Низький кущ висотою 55–100 см. 

## Поширення
Поширений в Киргизстані.